# Der Bauer an seinen durchlauchtigen Tyrannen
Der Bauer an seinen durchlauchtigen Tyrannen ist ein Gedicht von Gottfried August Bürger aus dem Jahr 1773, in dem ein Bauer seinen tyrannischen Herrscher anklagt und die absolutistische Willkürherrschaft kritisiert.

## Inhalt
In dem Gedicht protestiert ein Bauer in einer fiktiven Anrede an seinen Fürsten gegen die Unterdrückung seiner Untertanen und stellt zugleich den Machtanspruch des Herrschers in Frage:
Wer bist du, Fürst, daß ohne Scheu

Zerrollen mich dein Wagenrad,

Zerschlagen darf dein Roß?

Wer bist du, Fürst, daß in mein Fleisch

Dein Freund, dein Jagdhund, ungebleut

Darf Klau’ und Rachen hau’n?

Wer bist du, daß, durch Saat und Forst,

Das Hurra deiner Jagd mich treibt,

Entatmet, wie das Wild? –

Die Saat, so deine Jagd zertritt,

Was Roß, und Hund, und Du verschlingst,

Das Brot, du Fürst, ist mein.

Du, Fürst, hast nicht, bei Egg’ und Pflug,

Hast nicht den Erntetag durchschwitzt.

Mein, mein ist Fleiß und Brot! –

Ha! du wärst Obrigkeit von Gott?

Gott spendet Segen aus; du raubst! 

Du nicht von Gott, Tyrann!

## Kommentar
Mit seinem Gedicht klagt Bürger tyrannische Repräsentanten des Absolutismus an. In der Schlusszeile des Gedichts widerspricht er dem Gedanken vom Gottesgnadentum.
Bürger manifestiert sich in Der Bauer an seinen durchlauchtigen Tyrannen als ein Vertreter der politisch-sozialkritischen Ausprägung der Lyrik des Sturm und Drang. Der Bauer ist eines der wenigen wirklich revolutionären Werke innerhalb dieser literarischen Bewegung. In anderen lyrischen, dramatischen oder Prosa-Texten wird zwar oft Kritik an Unterdrückung durch den Adel geübt, aber oft bleibt es offen, ob diese nur als Missbrauch einer an sich rechtmäßigen Ordnung zu sehen ist. Besonders augenfällig wird dieser Zwiespalt in den verschiedenen Schlussfassungen von Schillers Fiesco.
Der Anklagecharakter des Gedichts zeigt sich auch im Verzichten auf einen End-Reim, womit Bürger an den damals in Deutschland in gebildeten Kreisen noch wenig geschätzten Shakespeare und an antikisierende Poesie anknüpft, wogegen der Endreim oft mit höfischer Lyrik, auch der französischen Klassik (Molière etc.), assoziiert wurde. Paradox ist dies allerdings insofern, als gerade auch im einfachen Volk (zum Beispiel in Kirchenliedern) der Endreim bei Gedichten offenbar beliebt oder zumindest weit verbreitet war und als ein typisches Merkmal für Lyrik galt. Die Paradoxie löst sich allerdings auf, wenn der Verzicht auf den Endreim als Ausdruck der Abgrenzung nicht nur vom adeligen, sondern auch vom herkömmlichen Lyrikverständnis überhaupt, auch dem des einfachen Volkes, interpretiert wird und das bewusst Neue, bzw. auch das neue Bewusstsein dieser Dichtung dadurch hervorhebt.